# Arquidiócesis de Luanda
La arquidiócesis de Luanda (en latín: Archidioecesis Luandensis y en portugués: Arquidiocese de Luanda) es una circunscripción eclesiástica de la Iglesia católica en Angola. Se trata de una arquidiócesis latina, sede metropolitana de la provincia eclesiástica de Luanda. Desde el 8 de diciembre de 2014 su arzobispo es Filomeno do Nascimento Vieira Dias.

## Territorio y organización
La arquidiócesis tiene 342 km² y extiende su jurisdicción sobre los fieles católicos de rito latino residentes en parte de la provincia de Luanda.
La sede de la arquidiócesis se encuentra en la ciudad de Luanda, en donde se halla la Catedral de Nuestra Señora de los Remedios. 
En 2023 en la arquidiócesis existían 41 parroquias.
La arquidiócesis tiene como sufragáneas a las diócesis de: Cabinda, Caxito, Mbanza Kongo, Sumbe y Viana.
Pertenece a la Conferencia Episcopal de Angola y Santo Tomé.

## Historia
En agosto de 1482 el portugués Diogo Cão descubrió el río Congo y al año siguiente tomó contacto con el Reino del Congo. En 1491 el rey Nzinga Nkuwu fue bautizado como católico y tomó el nombre de João I del Congo, comenzando la cristianización del reino. El catolicismo se expandió rápidamente, principalmente con su sucesor Afonso I. El reino estaba bajo la jurisdicción de la diócesis de Santo Tomé (hoy diócesis de Santo Tomé y Príncipe).
Tras el apoyo portugués en una guerra, el rey del Congo permitió que el portugués Paulo Dias de Novais fundara la villa de São Paulo de Luanda el 25 de enero de 1576, creando la colonia de Angola y erigiendo la iglesia de Nossa Senhora do Cabo. En 1583 Novais fundó el Fuerte de Massangano a orillas del río Cuanza, tras derrotar al Reino de Ndongo.
La diócesis de San Salvador en Congo y Angola fue erigida el 20 de mayo de 1596 mediante la bula Super specula del papa Clemente VIII separando territorio de la diócesis de Santo Tomé. La bula expresa que su jurisdicción se extendía al Reino del Congo y a la colonia portuguesa de Angola, por lo correspondía aproximadamente al territorio costero entre el río Congo y el río Cuanza. En el Congo reinaba el rey católico Álvaro II y la Catedral de San Salvador se situó en la capital del reino, Mbanza Kongo, que renombró como São Salvador (en 1975 recuperó el nombre Mbanza Kongo).
Originalmente era sufragánea de la arquidiócesis de Lisboa (hoy patriarcado de Lisboa). 
La diócesis tomó varias denominaciones: desde 1609 San Pablo de Luanda/ Congo en Angola; a partir de 1623 volvió a llamarse San Salvador de Congo/ Congo en Angola; desde 1628 San Pablo de Luanda/ Congo en Angola; desde San Pablo de Luanda/ Congo en Angola/ Santa Cruz de Reino de Angola.
Durante el siglo XVII la sede diocesana se trasladó a San Pablo de Luanda (hoy Luanda) en la costa.
El 16 de noviembre de 1616 pasó a formar parte de la provincia eclesiástica de la arquidiócesis de San Salvador de Bahía.
El 27 de junio de 1640 el papa Urbano VIII erigió la prefectura apostólica del Congo mediante el decreto Referente Eminentissimo de la Propaganda Fide, confiada al cuidado de los misioneros capuchinos italianos, y con el objetivo de evangelizar las regiones internas del Congo, que sólo formaban parte formalmente de la diócesis de San Salvador.
El 13 de enero de 1844, en virtud de la bula Quae olim del papa Gregorio XVI, regresó a la provincia eclesiástica del patriarcado de Lisboa.
El 23 de julio de 1853 se instituyó el seminario diocesano para la formación de sacerdotes de las diócesis de San Salvador y Santo Tomé.
El 4 de septiembre de 1940, en virtud de la bula Sollemnibus Conventionibus del papa Pío XII, cedió partes de su territorio para la erección de las diócesis de Nova Lisboa (hoy arquidiócesis de Huambo) y de Silva Porto (hoy diócesis de Kwito-Bié) fue elevada al rango de arquidiócesis metropolitana y tomó su nombre actual.
Posteriormente ha cedido otras porciones de territorio en varias ocasiones para la erección de nuevas diócesis:
- la diócesis de Malanje (hoy arquidiócesis de Malanje) el 25 de noviembre de 1957 mediante la bula Inter sollicitudines del papa Pío XII;[6]
- la diócesis de Carmona y San Salvador (hoy diócesis de Uíge) el 14 de marzo de 1967 mediante la bula Apostolico officio del papa Paulo VI;[7]
- la diócesis de Novo Redondo (hoy diócesis de Sumbe) el 10 de agosto de 1975 mediante la bula Qui provido Dei del papa Pablo VI;[8]
- la diócesis de Cabinda el 2 de julio de 1984 mediante la bula Catholicae prosperitas del papa Juan Pablo II;[9]
- la diócesis de Ndalatando el 26 de marzo de 1990 mediante la bula Peculiari quidem del papa Juan Pablo II;[10]
- la diócesis de Caxito el 6 de junio de 2007 mediante la bula Caritas Christi del papa Benedicto XVI;[11]
- la diócesis de Viana el 6 de junio de 2007 mediante la bula Cunctae catholicae del papa Benedicto XVI.[12]

El 22 de marzo de 2009 el papa Benedicto XVI celebró en la iglesia San Pablo de Luanda la santa misa que presidió junto a obispos, sacerdotes, religiosos y religiosas, movimientos eclesiales y los catequistas de Angola y Santo Tomé:

«...La primera lectura de hoy tiene una resonancia particular para el Pueblo de Dios en Angola. Es un mensaje de esperanza para el Pueblo elegido en la lejanía de su destierro, una invitación a volver a Jerusalén para reconstruir el Templo del Señor. La descripción vibrante de la destrucción y la ruina causada por la guerra refleja la experiencia personal de muchos en este País durante las terribles devastaciones de la guerra civil. Qué verdad es el que la guerra puede destruir «todo lo que tiene valor» (cf. 2 Cr 36,19): familias, comunidades enteras, el fruto de la fatiga de los hombres, las esperanzas que guían y alientan sus vidas y su  trabajo. Esta experiencia es demasiado familiar en el conjunto de África: el poder destructivo de la guerra civil, el caer en el torbellino del odio y la venganza, el despilfarro de los esfuerzos de generaciones de gente de bien...»
Homilía que pronunció Benedicto XVI en Luanda.

## Estadísticas
Según el Anuario Pontificio 2024 la arquidiócesis tenía a fines de 2023 un total de 3 567 970 fieles bautizados.
| Año                                                                             | Población            | Población | Población      | Sacerdotes | Sacerdotes    | Sacerdotes    | Bautizados por sacerdote | Diáconos permanentes | Religiosos | Religiosos | Parroquias |
| Año                                                                             | Bautizados católicos | Total     | % de católicos | Total      | Clero secular | Clero regular | Bautizados por sacerdote | Diáconos permanentes | Varones    | Mujeres    | Parroquias |
| ------------------------------------------------------------------------------- | -------------------- | --------- | -------------- | ---------- | ------------- | ------------- | ------------------------ | -------------------- | ---------- | ---------- | ---------- |
| 1949                                                                            | 223 000              | 1 509 979 | 14.8           | 88         | 26            | 62            | 2534                     |                      | 72         | 67         | 51         |
| 1970                                                                            | 720 000              | 1 400 000 | 51.4           | 102        | 39            | 63            | 7058                     |                      | 95         | 190        | 26         |
| 1980                                                                            | 623 000              | 923 000   | 67.5           | 51         | 8             | 43            | 12 215                   |                      | 58         | 131        | 34         |
| 1990                                                                            | 1 218 000            | 2 214 000 | 55.0           | 88         | 14            | 74            | 13 840                   |                      | 107        | 247        | 29         |
| 1999                                                                            | 2 520 160            | 4 420 050 | 57.0           | 102        | 13            | 89            | 24 707                   |                      | 309        | 473        | 29         |
| 2000                                                                            | 2 535 000            | 4 500 000 | 56.3           | 134        | 17            | 117           | 18 917                   |                      | 329        | 499        | 31         |
| 2001                                                                            | 2 855 000            | 4 750 000 | 60.1           | 135        | 17            | 118           | 21 148                   | 1                    | 323        | 516        | 32         |
| 2002                                                                            | 3 011 000            | 4 890 000 | 61.6           | 134        | 23            | 111           | 22 470                   | 1                    | 352        | 527        | 32         |
| 2003                                                                            | 3 400 000            | 5 050 000 | 67.3           | 143        | 29            | 114           | 23 776                   | 1                    | 418        | 549        | 33         |
| 2004                                                                            | 3 055 000            | 4 843 000 | 63.1           | 147        | 27            | 120           | 20 782                   | 1                    | 289        | 543        | 32         |
| 2007                                                                            | 2 341 000            | 3 184 681 | 73.5           | 129        | 25            | 104           | 18 147                   | 1                    | 289        | 543        | 34         |
| 2011                                                                            | 2 717 000            | 3 682 000 | 73.8           | 114        | 53            | 61            | 23 833                   |                      | 302        | 191        | 29         |
| 2016                                                                            | 2 872 000            | 3 892 000 | 73.8           | 141        | 80            | 61            | 20 368                   |                      | 302        | 191        | 29         |
| 2019                                                                            | 3 155 825            | 6 323 335 | 49.9           | 123        | 48            | 75            | 25 657                   |                      | 387        | 322        | 34         |
| 2021                                                                            | 3 356 630            | 6 729 300 | 49.9           | 130        | 74            | 56            | 25 820                   |                      | 480        | 349        | 41         |
| 2023                                                                            | 3 567 970            | 7 146 000 | 49.9           | 247        | 176           | 71            | 14 445                   |                      | 470        | 371        | 41         |
| Fuente: Catholic-Hierarchy, que a su vez toma los datos del Anuario Pontificio. |                      |           |                |            |               |               |                          |                      |            |            |            |

## Episcopologio
- Miguel Rangel, O.F.M. † (20 de mayo de 1596-16 de agosto de 1602 falleció)
- Antonio de Santo Estevão, O.P. † (15 de julio de 1604-de abril de 1608 falleció)
- Manuel Baptista, O.F.M. † (25 de mayo de 1609-de abril de 1620 falleció)
- Simon Mascarenhas, O.F.M. † (15 de febrero de 1621-13 de octubre de 1624 falleció)
  - Sede vacante (1624-1627)
- Francisco de Soveral, O.S.A. † (8 de febrero de 1627-5 de enero de 1642 falleció)
  - Sede vacante (1642-1671)
- Pedro Sanches Farinha † (22 de junio de 1671-30 de noviembre de 1671 falleció)
- António do Espirito Santo, O.C.D. † (14 de noviembre de 1672-12 de enero de 1674 falleció)
- Manuel da Natividade, O.F.M. † (2 de diciembre de 1675-8 de diciembre de 1685 falleció)
- João Franco de Oliveira † (9 de junio de 1687-9 de enero de 1692 nombrado arzobispo de San Salvador de Bahía)
- José de Oliveira, O.S.A. † (19 de julio de 1694-9 de septiembre de 1700 renunció)
- Luis Simões Brandão † (6 de febrero de 1702-24 de febrero de 1720 renunció)
- Manuel a Santa Catharina, O.Carm. † (20 de marzo de 1720-1 de noviembre de 1732 falleció)
  - Sede vacante (1732-1738)
- Antônio de Nossa Senhora do Desterro Malheiro † (3 de septiembre de 1738-15 de diciembre de 1745 nombrado obispo de Río de Janeiro)
- Manoel de Santa Ines Ferreira, O.C.D. † (15 de diciembre de 1745-6 de agosto de 1770 nombrado arzobispo de San Salvador de Bahía)
- Luis da Anunciação Azevedo, O.P. † (17 de junio de 1771-8 de noviembre de 1784 renunció)
- Alexandre da Sagrada Familia Ferreira da Silva, O.F.M. † (14 de febrero de 1785-23 de noviembre de 1787 renunció)
  - Sede vacante (1787-1791)
- Luiz de Brito Homem, O.S.B. † (17 de diciembre de 1791-24 de mayo de 1802 nombrado obispo de São Luís do Maranhão)
- Joaquim Maria Mascarenhas Castello Branco † (20 de diciembre de 1802-de abril de 1807 renunció)
  - Sede vacante (1807-1814)
- João Damasceno Da Silva Póvoas † (19 de diciembre de 1814-21 de febrero de 1826 falleció)
  - Sede vacante (1826-1846)
- Sebastião da Anunciação Gomes de Lemos, O.C.D. † (16 de abril de 1846-1848 renunció)
- Joaquim Moreira Reis, O.S.B. †(28 de septiembre de 1849-10 de marzo de 1857 renunció)
- Manuel de Santa Rita Barros, T.O.R. † (23 de marzo de 1860-3 de enero de 1862 falleció)
- José Lino de Oliveira †(21 de diciembre de 1863-1 de julio de 1871 renunció)
- Tommaso Gomes de Almeida † (4 de agosto de 1871-22 de septiembre de 1879 nombrado obispo auxiliar de Goa[nota 3])
- José Sebastião d'Almeida Neto, O.F.M. † (22 de septiembre de 1879-9 de agosto de 1883 nombrado patriarca de Lisboa)
- António Tomé da Silva Leitão e Castro † (27 de marzo de 1884-1 de junio de 1891 nombrado obispo coadjutor de Lamego[nota 4])
- António Dias Ferreira † (1 de junio de 1891-7 de marzo de 1901 renunció)
- Antonio José Gomes Cardoso † (21 de junio de 1901-12 de agosto de 1904 falleció)
- António Barbosa Leão † (26 de abril de 1906-19 de diciembre de 1907 nombrado obispo de Faro)
- João Evangelista de Lima Vidal † (31 de marzo de 1909-9 de diciembre de 1915 nombrado obispo auxiliar de Lisboa[nota 5])
  - Sede vacante (1915-1932)
- Moisés Alves de Pinho, C.S.Sp. † (7 de abril de 1932-17 de noviembre de 1966 renunció[nota 6])
- Manuel Nunes Gabriel † (17 de noviembre de 1966 por sucesión-19 de diciembre de 1975 renunció)
- Eduardo André Muaca † (19 de diciembre de 1975 por sucesión-31 de agosto de 1985 renunció)
- Alexandre do Nascimento, O.P. † (16 de febrero de 1986-23 de enero de 2001 retirado)
- Damião António Franklin † (23 de enero de 2001-28 de abril de 2014 falleció)
- Filomeno do Nascimento Vieira Dias, desde el 8 de diciembre de 2014